# Yanna Rivoalen

a Compétitions nationales et continentales officielles uniquement.

b Matchs officiels uniquement.
Dernière mise à jour le 8 mars 2019.
Yanna Rivoalen, née le 10 juin 1989 à Compiègne, est une joueuse de rugby à XV occupant le poste de demi de mêlée au Lille Métropole rugby club villeneuvois et en équipe de France.
Elle est professeur d'éducation physique et sportive à Péronne, dans la Somme.

## Biographie

### Jeunesse et formation
Yanna Rivoalen naît le 10 juin 1989 à Compiègne, dans l'Oise. Elle grandit à Saint-Just-en-Chaussée. Elle pratique le judo, le tennis et le basket-ball. Elle est plutôt destinée à une carrière de basketteuse : « En Picardie, il n'y avait pas de rugby de haut niveau. Mon grand-père était joueur et dirigeant d'un petit club, donc je le suivais régulièrement et regardais aussi les matchs des Six Nations chez les hommes. Mais franchement, pour pratiquer du rugby quand on est une fille, c'était vraiment difficile car cette discipline n'est pas bien implantée là-bas. » Au lycée de Clermont-de-l'Oise, sur les conseils de son professeur d'EPS, elle s'essaye au rugby : « Mon prof n'arrêtait pas de me pousser d'essayer le rugby en classe de première. Moi, je ne pensais qu'au basket. Puis, à force d'insister, j’ai cédé et je n'ai eu aucun regret. »
Elle part à Lille poursuivre ses études pour devenir professeur d'EPS. En 2008,,, « là encore, sur les conseils d'un autre professeur, Daniel Dubus, je signe au Lille Métropole RC villeneuvois ». En 2011, à 22 ans, elle obtient le CAPEPS.
Elle joue trois-quarts centre. Mais, en 2012, la demi de mêlée de son club est enceinte. Yanna Rivoalen change de poste. Elle se fixe derrière la mêlée. Cette année-là, elle devient professeur d'EPS au lycée Pierre-Mendès-France de Péronne, dans la Somme.

### Internationale
En 2013, avec Yanna Rivoalen comme chef d'orchestre, le club nordiste est vice-champion de France du Top 10. En juin, retenue pour la tournée aux États-Unis, Rivoalen connaît sa première sélection avec le XV de France,.
En 2014, elle joue dans quatre des cinq rencontres du Tournoi des Six Nations. Le dernier match a lieu le 14 mars 2014, au stade du Hameau, à Pau. La France l'emporte face à l'Irlande (19-15), réalisant le Grand Chelem. Rivoalen participe à la Coupe du monde, qui se dispute en France du 1er au 17 août 2014. Les Bleues terminent troisièmes. Rivoalen se sent frustrée d'avoir eu peu de temps de jeu. Elle veut tout mettre en œuvre pour qu'il en soit autrement lors la prochaine Coupe du monde. À partir de septembre, l'Éducation nationale lui permet, en tant que sportive de haut niveau, de ne travailler qu'à mi-temps tout en conservant un salaire entier. Elle peut alors entamer trois années d'un intense travail quotidien de technique et de musculation.
En février 2015, dans le Tournoi des Six Nations, elle connaît sa première titularisation au poste de numéro 9, contre l'Écosse (victoire française, 42-0),. Elle reste titulaire dans les quatre matchs suivants. La France termine deuxième. Le 2 mai 2015, Rivoalen est finaliste du Top 8 avec le LMRC Villeneuve-d'Ascq. Le 7 novembre, elle est titulaire contre l'Angleterre (victoire française, 11-0).
Elle joue les quatre premiers matchs du Tournoi des Six Nations 2016. La France remporte le Tournoi. Le 21 mai, Rivoalen est championne de France de Top 8 avec son club,. Durant la tournée d'été aux États-Unis, elle affronte les États-Unis, l'Angleterre et le Canada. En novembre, elle rencontre l'Angleterre et les États-Unis.
Elle joue quatre des cinq matchs du Tournoi des Six Nations 2017. Les Françaises finissent troisièmes. Avec le LMRCV, Rivoalen est finaliste du Top 8. Elle est retenue dans le groupe pour disputer la Coupe du Monde en Irlande. Elle commence tous les matchs, excepté la petite finale face aux États-Unis. La France termine troisième.
En 2018, dans le Tournoi des Six Nations, elle participe au Grand Chelem des Bleues. Le 24 février au Stade Armand-Cesari de Furiani, contre l’Italie, elle marque un essai à la 73e minute. La France l’emporte par 57 à 0. Rivoalen joue les deux matchs de la tournée d'automne contre les Blacks Ferns de Nouvelle-Zélande, championnes du monde en titre. Les Françaises s'inclinent lors du premier test (0-14). Elles prennent leur revanche le 17 novembre, au stade des Alpes de Grenoble (30-27). C'est la première victoire officielle des Bleues sur les Blacks Ferns. Toujours en novembre, Rivoalen fait partie des 24 premières joueuses françaises de rugby à XV qui signent un contrat fédéral à mi-temps. Son contrat est prolongé pour la saison 2019-2020.
En équipe de France, elle a subi au long de l'année 2018 la concurrence de Pauline Bourdon, installée comme titulaire derrière la mêlée. En 2019, Rivoalen joue les trois premiers matchs du Tournoi comme remplaçante. Elle retrouve une place de titulaire pour le quatrième match, contre l'Irlande — Bourdon passant à l'ouverture.
En 2022, elle commente la Coupe du monde féminine de rugby à XV sur TF1. Elle forme la deuxième paire de commentateurs pour la chaîne avec Fanny Lechevestrier, journaliste de Radio France.

## Palmarès

### En club
- Lille MRCV
  - Vainqueur du Championnat de France en 2016
  - Finaliste du Championnat de France en 2013, 2015 et 2017

### En sélection nationale
- France
  - Vainqueur du Tournoi des Six Nations en 2014 (Grand Chelem), 2016 et 2018 (Grand Chelem)
  - Troisième de la Coupe du monde en 2014 et 2017
  - 44 sélections en équipe de France (au 21 mars 2018)[9]